# SURREAL
《SURREAL》（超現實）是日本歌手濱崎步第17張單曲，作為數量限定的單曲，與收錄本單曲的專輯《Duty》同時於2000年9月27日於日本發售。
《SURREAL》、《Duty》、《ayumi hamasaki concert tour 2000 A 第1幕》三作，在發行首週分別奪下週榜單曲、專輯、DVD榜的冠軍，此為公信榜史上首度的三冠，同時發售的《ayumi hamasaki concert tour 2000 A 第2幕》DVD亦奪下第二名的紀錄。

## 收錄歌曲
全曲作詞：濱崎步
1. SURREAL "Original Mix"
作曲：菊池一仁／編曲：HΛL
雖然CD包裝的貼紙上標明本曲為富士美（高野友梨美容院）「戀白肌膚」廣告歌曲，實際上廣告播放的歌曲為＜Duty＞。
2. Duty "Eric Kupper Big Room Mix -Radio Edit-"
3. SEASONS "BUMP & FLEX RADIO EDIT"
4. Duty "Under Lounge club Mix"
5. Duty "nicely nice remix"
6. Duty "STEPPIN DUB MIX"
7. Duty "Sky Modulation Mix"
8. Duty "Dub's mellowtech 002 Remix"
9. Duty "GENIUS BEAT MIX"
10. SURREAL "Original Mix -Instrumental-"

## 音樂錄影帶
『SURREAL』（超現實）是日本歌手濱崎步發行的影像作品，也是第二張同時發行VHS與DVD版本的影像作品。VHS和DVD在2000年12月13日於日本發售。

## 說明
- 本作發行的VHS與DVD由於價格與發行日期均不同，故內容亦有不同。以DVD版本較齊全。

## DVD收錄內容
1. SURREAL (Video Clip)
2. album 『Duty』 (TV-CM)
3. making of SURREAL

## VHS收錄內容
1. SURREAL (Video Clip)
2. album 『Duty』 (TV-CM)